# Papiro 61
O Papiro 61 ({\displaystyle {\mathfrak {P}}}61) é um antigo papiro do Novo Testamento que contém as Epístolas Paulinas.